# Richard Chancellor

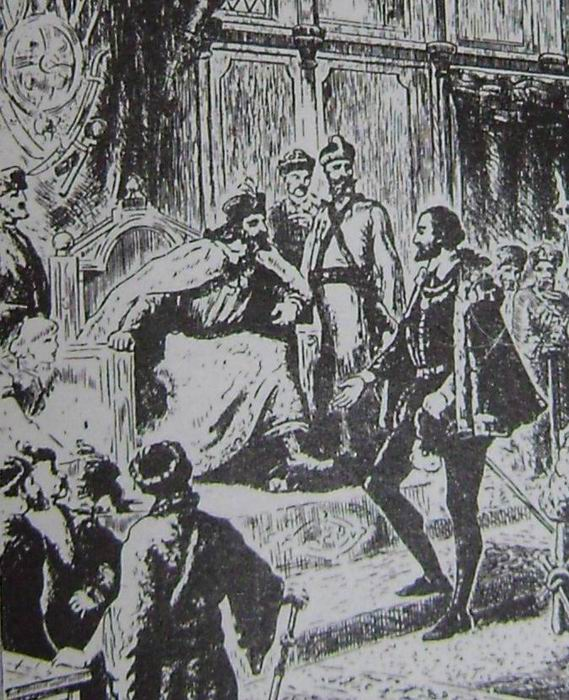
Richard Chancellor (1553)

Richard Chancellor, född cirka 1521, död 1556, var en engelsk upptäcktsresande.
Chancellor sändes för att söka en östlig sjöväg till Indien, men flottan skingrades vid Lofoten. Chancellor landade vid Vita havet och for till Moskva, där han mottogs vänligt av tsaren, och återvände 1554 med sitt skepp till England. Hans nästa resa till Moskva, 1555, ledde till öppnandet av livliga engelsk-ryska handelsförbindelser på Vita havet. Vid återseglingen mot England 1556 led han skeppsbrott vid Skottlands kust och omkom.
Chancellors ryska reseberättelse inleder serien av Richard Hakluyts Navigations.